# Balloonfest '86
Balloonfest '86 fue un evento ocurrido el 27 de septiembre de 1986, en Cleveland, Ohio en el que se estableció un récord mundial de lanzamiento de globos, de alrededor de 1,5 millones. El evento, organizado por United Way of America, estaba destinado a una colecta de fondos y publicidad, pero los globos cayeron en masa sobre la ciudad, el Lago Erie y Canadá ocasionando problemas de tráfico y en el aeropuerto cercano. El suceso también interfirió en las tareas de rescate de la Guardia Costera, que buscaba dos navegantes que más tarde se encontraron ahogados. En consecuencia, la organización y la ciudad tuvo que afrontar demandas por daños, y presuntos sobrecostos que generaron polémica en torno al evento.

## Preparativos

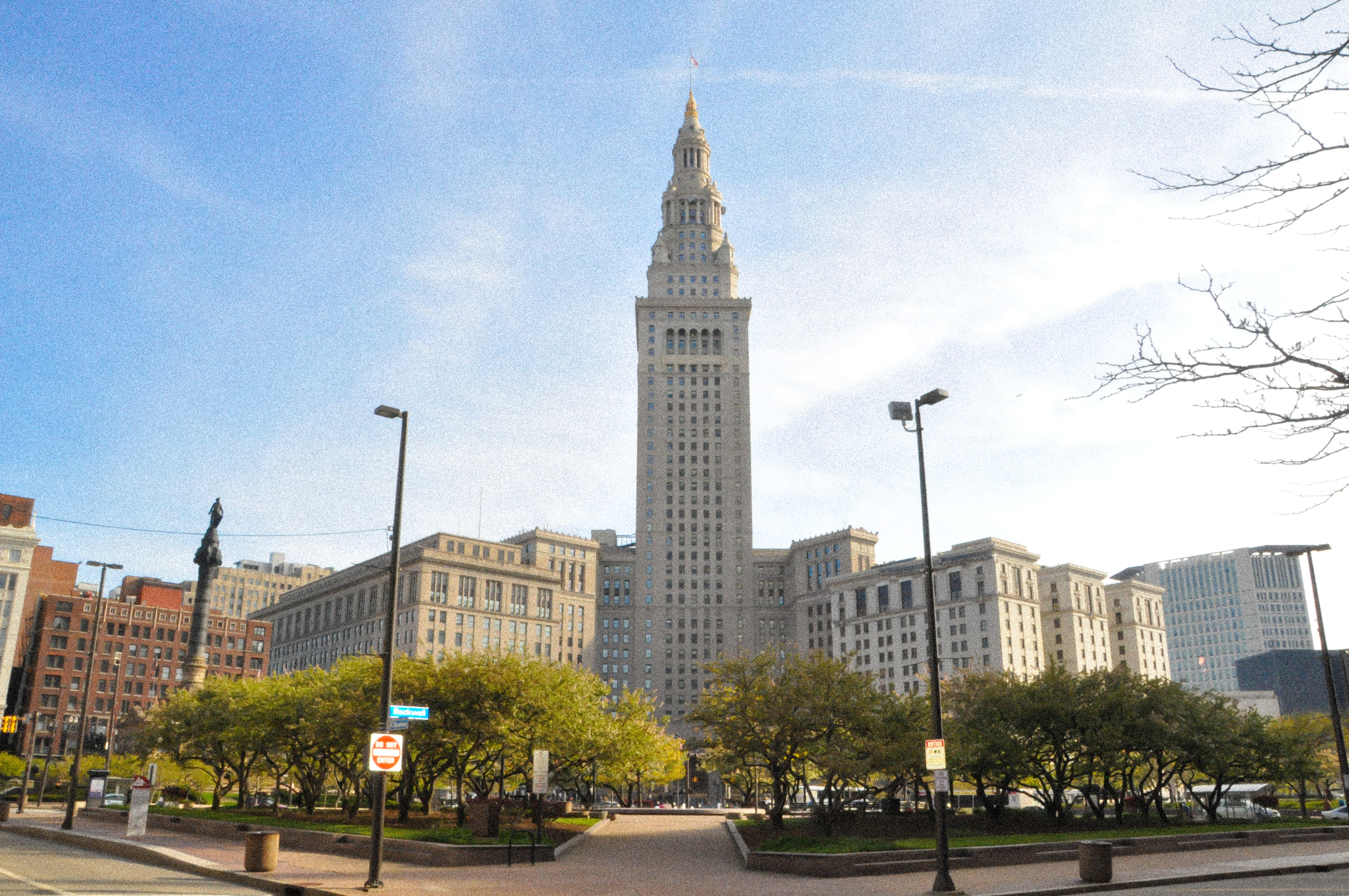
El rascacielos Terminal Tower visto desde la Public Square de Cleveland.

El evento fue coordinado por Balloonart by Treb, una empresa con sede en Los Ángeles, encabezada por Treb Heining, que pasó seis meses preparándose para ello. Una estructura rectangular del tamaño de una manzana de la ciudad, midiendo 76 m por 46 m y tres pisos de altura cubierta con una red de una sola pieza de malla tejida, para retener los globos, en el cuadrante sudoeste de la Public Square de Cleveland. Dentro de la estructura, 2500 estudiantes y otros voluntarios llenaron los globos con helio. United Way originalmente planeó lanzar dos millones de globos pero se detuvo alrededor de los 1,4 millones. Los niños vendieron patrocinios en beneficio de United Way al precio de un dólar por cada dos globos.

## Comienzo
El sábado 27 de septiembre de 1986, con una tormenta aproximándose, los organizadores comenzaron a liberar los globos alrededor de las 13:50 EST. Cerca de 1,5 millones de globos se elevaron desde la Plaza pública de Cleveland, que rodea al edificio Terminal Tower y superando el récord mundial establecido el año anterior en el 30.º aniversario de Disneyland.

## Consecuencias
Los globos chocaron con un frente de aire frío y lluvia por lo que acabaron cayendo hacia el suelo, obstruyendo caminos y vías navegables del noreste de Ohio. En los días siguientes al evento, se reportaron globos en el lado canadiense del lago Erie.
Dos pescadores, Raymond Broderick y Bernard Sulzer, que habían salido el 26 de septiembre, fueron reportados como desaparecidos por sus familias el día del evento. Los rescatistas encontraron su bote de 16 pies (4,9 m) de ancho en el oeste de Edgewater Park. Los guardacostas y el helicóptero de rescate tuvieron problemas para operar en el área debido a la lluvia de globos. El 29 de septiembre, la guardia costera suspendió la búsqueda. Los cuerpos de los pescadores fueron encontrados posteriormente en la costa. La esposa de uno de los pescadores demandó a United Way de Cleveland y la empresa que organizó la suelta de globos por 3.200.000 dólares, que después se estableció en términos no revelados.
Los globos también aterrizaron en las pasturas de un campo en el Condado de Medina, Ohio, asustando a los caballos árabes de Louise Nowakowsk, que sufrieron heridas. Nowakowsk demandó a United Way de Cleveland por 100.000 dólares en daños.
El Aeropuerto de Cleveland Burke Lakefront tuvo que cerrar una pista durante media hora después de que los globos aterrizaran allí. También se reportaron accidentes de tráfico tanto por distracción de los conductores como por obstrucción de la carretera por los globos.